# Scolopendra subspinipes
Pour les articles homonymes, voir Scolopendre.
Espèce
Scolopendra subspinipes est une espèce de myriapodes de la famille des Scolopendridae originaire d'Asie mais désormais presque cosmopolite. Elle peut atteindre jusqu’à 25 cm de longueur, mais ce n'est pourtant pas la plus grande espèce du genre.
Les espèces de scolopendres tropicales sont des géantes par rapport aux espèces européennes tel la scolopendre méditerranéenne : elles sont souvent deux fois plus longues ; et leur venin, bien que non mortel, est bien plus toxique (toxicité moyenne et non faible).
Cette espèce est fréquemment vendue pour les terrariums, sous le nom de mille-pattes du Vietnam.

## Description

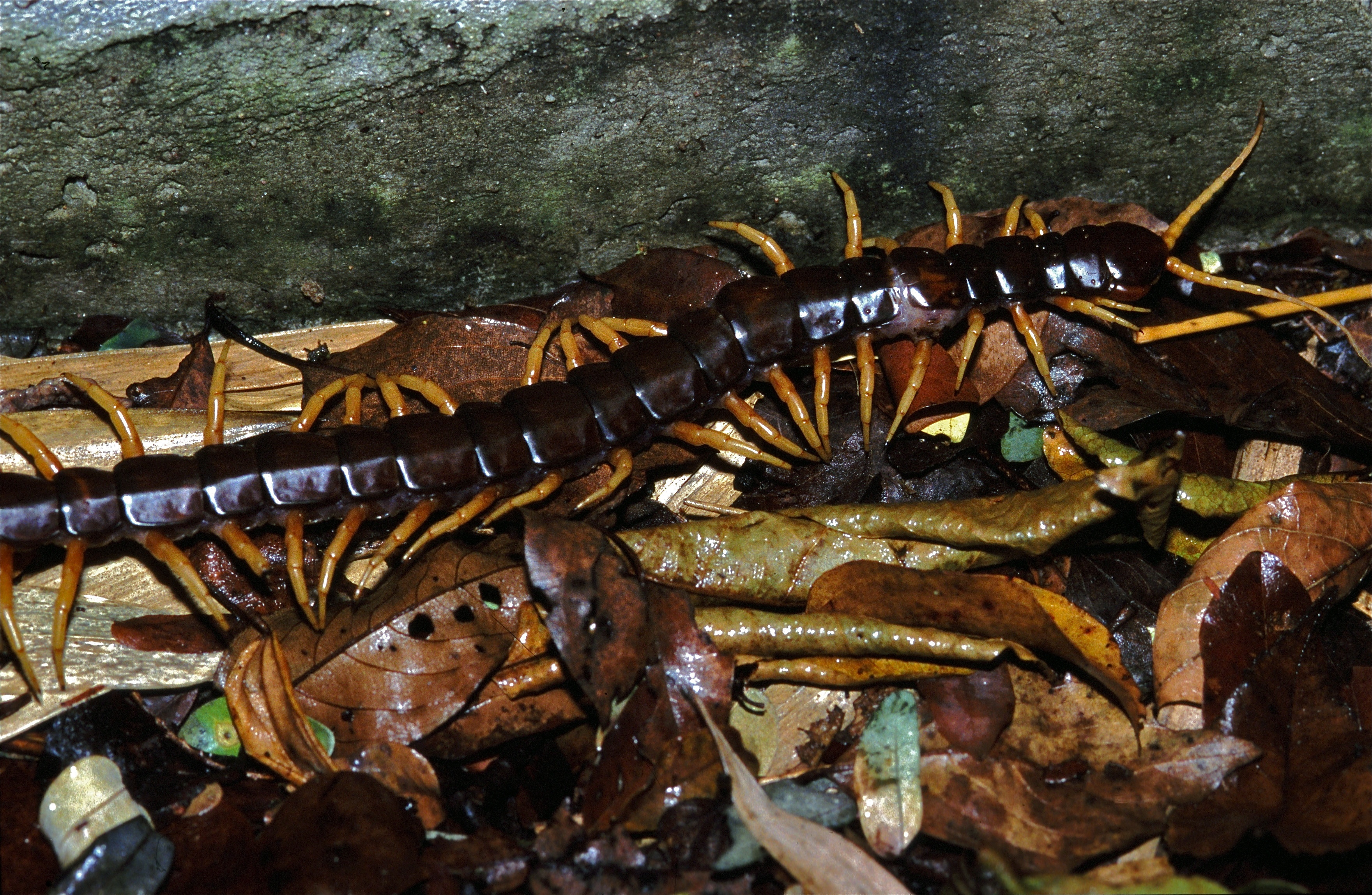
Scolopendra subspinipes (parc national de Khao Yai, Thaïlande)

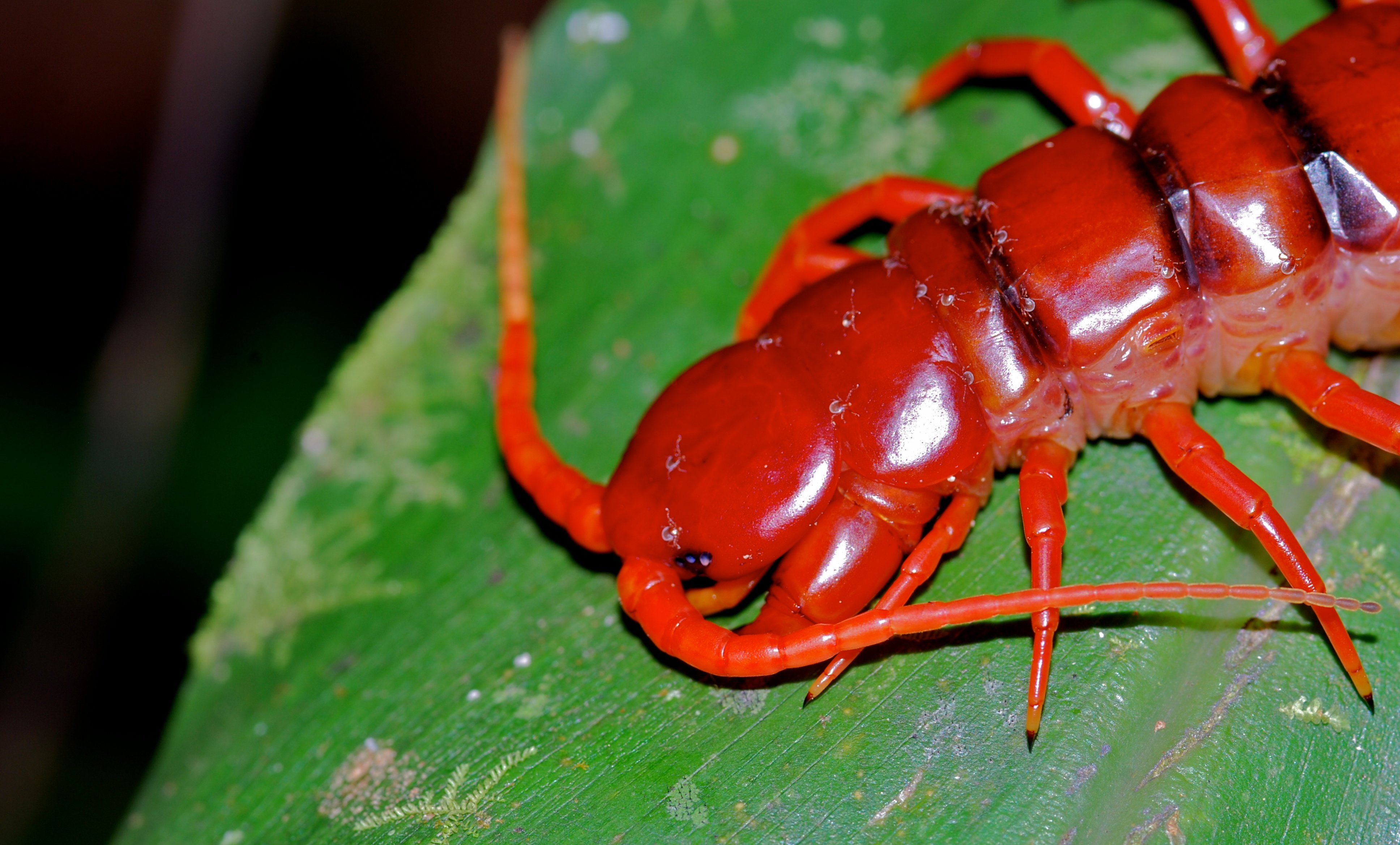
Scolopendra subspinipes (parc national de Taman Negara, Malaisie péninsulaire)

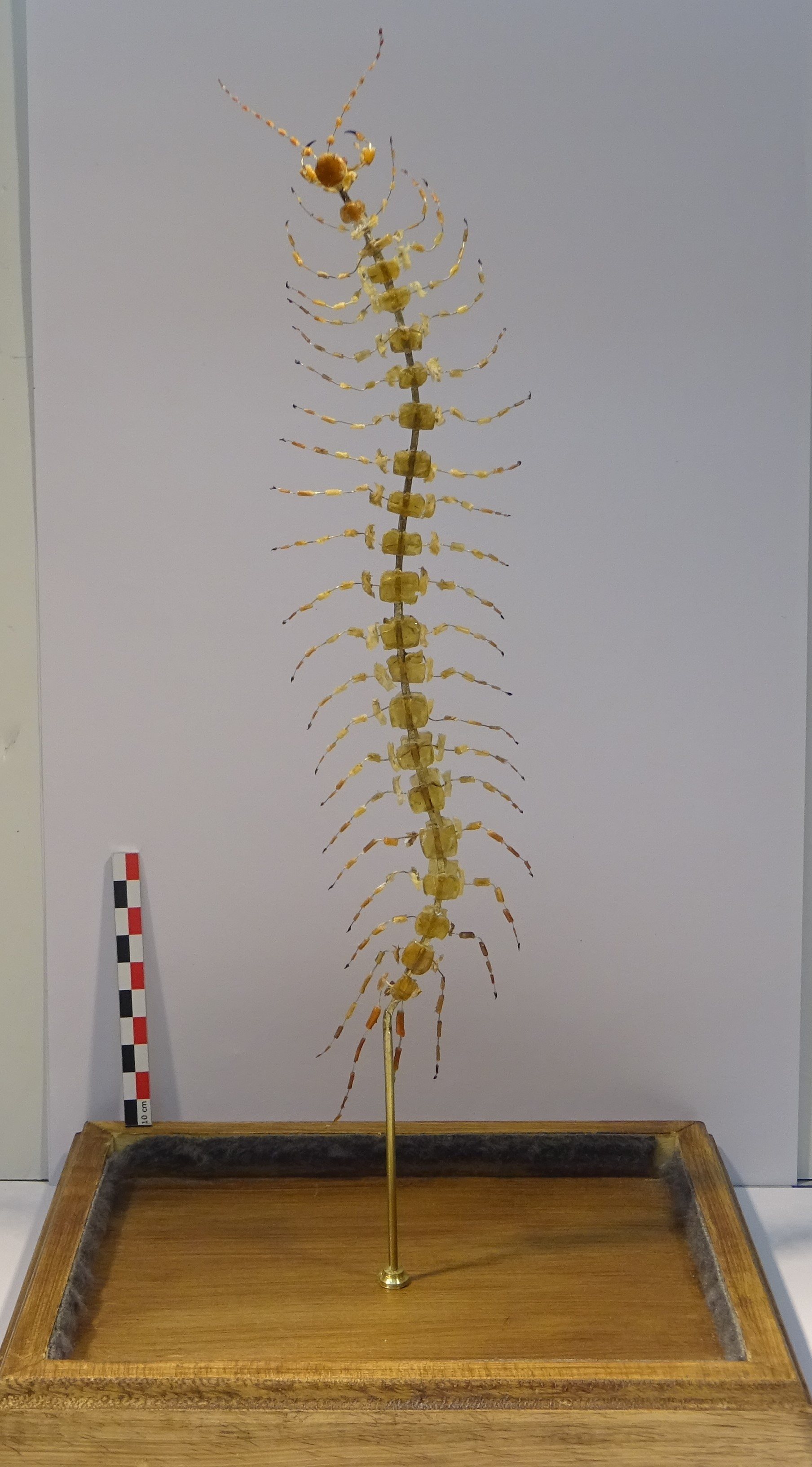
Éclaté à la Beauchêne de Scolopendra subspinipes (Leach, 1815). Provenance : Chiang Mai, novembre 2013. Spécimen 2021.21.2, collection du muséum d'histoire naturelle de Bourges, montage M. Cornette.

Cette espèce peut mesurer 25 cm, mais est généralement plus petite. La taille varie d'une sous-espèce à l’autre. La coloration est très variable selon les localités, mais aussi au sein d'une même population.
Le corps compte 21 segments. Il y a une paire de pattes par segment, comme chez tous les chilopodes.
Ses deux forcipules, les deux crochets formés par les maxillipèdes (pattes modifiées pour la mastication des aliments) dans l'appareil buccal, injectent un venin qui a des effets très douloureux mais non mortels pour l'homme.

## Éthologie

### Alimentation

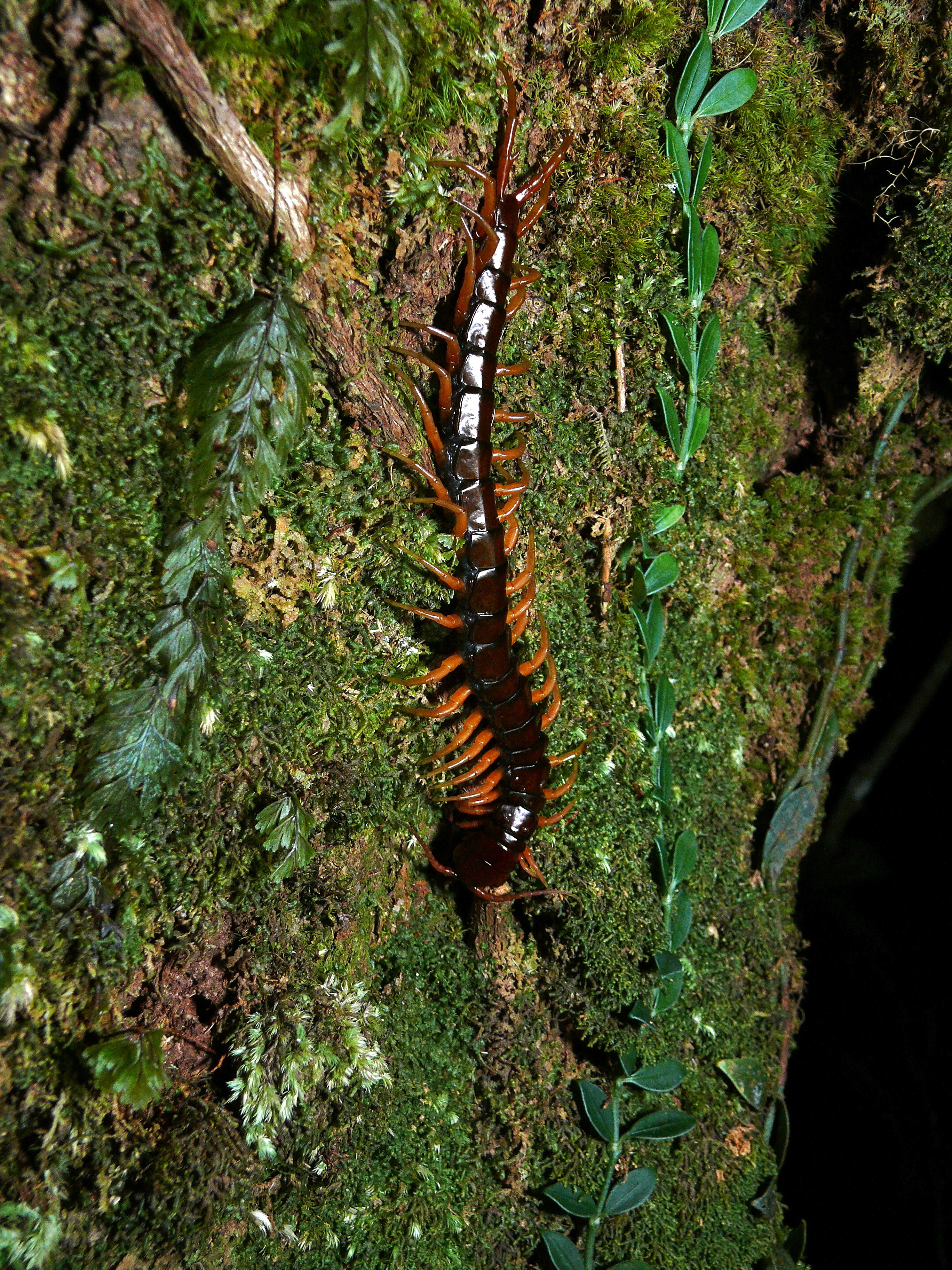
Scolopendra subspinipes (Parc national du Kinabalu, Malaisie)

C’est un arthropode agressif, prêt à frapper au moindre contact, et sensible aux vibrations du sol environnant,. Il se nourrit essentiellement d’insectes ou d’autres arthropodes (les araignées par exemple) ; toutefois, lorsqu'il est confronté à des vertébrés de sa taille : souris ou petits reptiles, il n'hésite pas à s'y attaquer pour s'en nourrir : en vérité, il se nourrit de presque tout animal vivant de sa taille. Il attaque ses proies avec les pattes préhensiles antérieures, puis redresse promptement la tête pour y enfoncer ses forcipules venimeuses fermement et en profondeur. La proie est alors maintenue par les autres pattes de la scolopendre jusqu'à la paralysie complète. Dans les combats, ce mille-pattes s'enroule autour de sa proie en s’agrippant par toutes ses pattes au corps de l'adversaire, jusqu'à trouver l'endroit où il enfoncera ses forcipules pour injecter son venin.

### Reproduction
Le mâle sécrète des capsules contenant du sperme, ou spermatophores, qu'il injecte dans des organes de la femelle, les spermathèques, au cours de l'accouplement. Par la dissolution des capsules, la femelle fertilise ses ovocytes et les dépose à l'abri de la lumière et des chocs. Une femelle peut pondre de 50 à 80 œufs, et les surveille jusqu'à leur éclosion : en cas de danger, elle va même se lover autour des plus jeunes sujets pour les protéger. Il a une mue la première année, et il faut trois à quatre ans au mille-pattes pour atteindre la taille adulte ; ensuite les adultes muent une fois par an, et peuvent vivre 10 ans ou plus.

## Sous-espèces
- Scolopendra subspinipes subspinipes (Leach, 1815) - cosmopolite
- Scolopendra subspinipes dehaani (Brandt, 1840) - Indonésie / Asie
- Scolopendra subspinipes fulgurans (Bücherl, 1946) - Brésil
- Scolopendra subspinipes gastroforeata (Muralevicz, 1913) - Philippines
- Scolopendra subspinipes japonica (L. Koch, 1878) - Japon
- Scolopendra subspinipes mutilans (L. Koch, 1878) - Japon / Chine
- Scolopendra subspinipes piceoflava (Attems, 1934) - Indonésie
- Scolopendra subspinipes cingulatoides (Attems, 1938) - Vietnam

La taxonomie du groupe est complexe, une partie des sous-espèces ont été récemment élevées au rang d'espèces par certains auteurs, tels Scolopendra dehaani, Scolopendra japonica, Scolopendra mutilans, et Scolopendra subspinipes cingulatoides considérée comme Scolopendra dawydoffi. Scolopendra hainanum est un taxon nouvellement décrit.

## Distribution
L'espèce est originaire d'une vaste partie de l'Asie tropicale et subtropicale. 
La sous-espèce Scolopendra subspinipes subspinipes est originaire d'Asie du Sud-Est mais elle est devenue presque cosmopolite. Elle se rencontre aujourd'hui à travers toutes les régions tropicales et subtropicales du globe, comme en Afrique et en Amérique du Sud et central et sur de très nombreuses îles. C'est ainsi l'une des trois espèces de myriapodes présentes à Hawaï. Sur le territoire français, on la trouve dans les Antilles (Guadeloupe, Martinique, Saint-Martin et Saint-Barthélemy) ainsi qu'à Mayotte, à La Réunion, en Guyane française, en Nouvelle Calédonie et en Polynésie française.
La sous-espèce Scolopendra subspinipes fulgurans n'est connue que du Brésil, dans les régions du sud-est, d'où elle n'est probablement pas originaire. Certains auteurs la considère comme synonyme de la sous-espèce nominale, car elle n'en diffère que par la couleur, très variable chez cette espèce.
Les autres sous-espèces sont présentes uniquement en Asie tropicale. 
La sous-espèce Scolopendra subspinipes japonica est quant à elle présente en Chine, en Corée et au Japon, en grande partie dans des régions tempérées. Plus petite, elle est désormais considérée comme une espèce distincte par divers auteurs.

## Toxicité du venin
Les venins des scolopendres n'ont pas à ce jour fait l'objet d'études systématiques ; chez certaines espèces, le venin contient de la sérotonine, de la phospholipase hémolytique A, et une protéine cardiotoxique. Le venin de la scolopendre du Vietnam a une toxicité moyenne. La morsure est très douloureuse et saignante voire hémorragique mais inoffensive pour une personne en bonne santé, donc normalement non mortelle pour l'homme (quoique le décès d'une jeune fille philippine âgée de 7 ans ait été rapporté dans la presse). Un choc anaphylactique est possible chez une personne allergique aux venins. En cas de morsure, nettoyer et désinfecter la plaie. Prendre un antihistaminique et du paracétamol peut se faire à titre préventif. Si la douleur persiste, il faut se rendre dans un lieu médicalisé.